# Allah Peliharakan Sultan
Allah Peliharakan Sultan (Jawi: الله فليهاراكن سلطن ) (tiếng Mã Lai là "Thượng đế phù hộ cho đức vua") là quốc ca của Brunei Darussalam. Bài quốc ca này được hát bằng tiếng Mã Lai, ngôn ngữ chính thức của quốc gia này. Bài quốc ca này được Pengiran Haji Mohamed Yusuf bin Abdul Rahim viết lời và được Awang Haji Besar bin Sagap phổ nhạc năm 1947. Bài hát này đã được chọn làm quốc ca của xứ bảo hộ Brunei thuộc Anh quốc. Bài này đã được chọn làm quốc ca của Brunei Darussalam sau khi giành được độc lập từ Anh quốc, và đã được hát lần đầu cho quốc gia Brunei độc lập vào nửa đêm 1 tháng 1 năm 1984.

## Chuyển tự từ chữJawi
Ya Allah lanjutkanlah Usia 

Kebawah Duli Yang Maha Mulia

Adil berdaulat menaungi nusa

Memimpin rakyat kekal bahagia

Hidup sentosa Negara dan Sultan

Ilahi selamatkan Brunei Darussalam

### Dịch ra tiếng Anh
God Bless His Majesty

With A Long Life

(May he) Rule the Realm Justly and in Majesty

And Lead Our People (into) Eternal Happiness

(May) The Kingdom and Sultan Live in Peace

Lord, Save Brunei, The Abode of Peace

### Tạm dịch ra tiếng Việt
Thượng đế ban phúc cho Thánh thượng

Được an hưởng đời sống dài lâu

Để uy nghiêm trị nước công bình

Cho dân ta được vui mãi mãi

Nước với vua sống trong an thái

Thượng đế ôi, xin cứu Brunei

Nơi cư trú của sự thanh bình